# هيو فلاك
هيو فلاك (بالإنجليزية: Hugh Flack)‏ هو لاعب كرة قدم بريطاني، (ولد في بلفاست في المملكة المتحدة 1903 – 1986 م). شارك مع منتخب أيرلندا لكرة القدم. أما مع النوادي، فقد لعب مع سوانزي سيتي وليسبورن ديستليري ونادي بيرنلي ونادي كروسيدرز ونادي هاليفاكس تاون.